# 庄和郵便局
庄和郵便局（しょうわゆうびんきょく）は埼玉県春日部市にある郵便局。民営化前の分類では集配普通郵便局であった。

## 概要
住所：〒344-0199 埼玉県春日部市金崎851-1
民営化直前の集配業務再編において、多くの集配普通郵便局は統括センターとなったが、当局は配達センターとされたため、民営化後も郵便事業株式会社の支店は併設されず、集配センターが併設された。

## 沿革
- 1934年（昭和9年）9月11日 - 南桜井（みなみさくらい）郵便局として開局。
- 1965年（昭和40年）4月5日 - 庄和郵便局に改称[1]。
- 1966年（昭和41年）5月9日 - 宝珠花郵便局から集配業務を移管され、集配郵便局となる。
- 1970年（昭和45年）3月27日 - 金杉郵便局から和文電報配達事務の一部[2]を移管。
- 1971年（昭和46年）8月20日 - 電話交換および和文電報配達業務を、春日部電報電話局に移管。
- 1973年（昭和48年）7月9日 - 北葛飾郡庄和町下柳から同町金崎に移転。
- 1992年（平成4年）8月1日 - 特定郵便局から普通郵便局に局種別改定。
- 2000年（平成12年）8月14日 - 外国通貨の両替および旅行小切手の売買に関する業務取扱を開始。
- 2007年（平成19年）10月1日 - 民営化に伴い、併設された郵便事業春日部支店庄和集配センターに一部業務を移管。
- 2012年（平成24年）10月1日 - 日本郵便株式会社発足に伴い、郵便事業春日部支店庄和集配センターを庄和郵便局に統合。

## 取扱内容
- 郵便、印紙、ゆうパック、内容証明
- 貯金、為替、振替、振込、国際送金、外貨両替・トラベラーズチェック、国債、投資信託
- 生命保険、バイク自賠責保険、自動車保険
- ゆうちょ銀行ATM
- 春日部市の内、旧庄和町域の集配業務

## 周辺
- 春日部市役所 庄和総合支所
- 春日部市庄和体育館
- 庄和総合公園
- 埼玉県立庄和高等学校
- 道の駅庄和
- 国道4号
- 国道16号
- 江戸川

## アクセス
- 東武野田線 南桜井駅から北へ約2km（徒歩約24分）
- 朝日バス 辻橋停留所下車
- 駐車場あり：15台